# Thekla Resvollová
Thekla Susanne Ragnhild Resvollová (22. května 1871 Vågå – 14. června 1948 Oslo) byla norská botanička a pedagožka. Spolu se svou sestrou Hannou Resvoll-Holmsenovou byla průkopnicí norského přírodovědného vzdělávání a ochrany přírody.

## Životopis
Resvollová se narodila ve Vågå v norském Opplandu. Byla dcerou Hanse Resvolla (1823–1908) a Julie Martine Deichmanové (1831–1902), která měl velký zájem o rostliny a ve Vågå vytvářela krásnou květinovou zahradu. Thekla pracovala jako ošetřovatelka v domě vyšší třídy ve Stockholmu a poté začala studovat přírodní vědy na Královské Frederikově univerzitě (nyní Univerzita v Oslu) v Kristianii. Stala se adeptkou profesora botaniky Axela Blytta.

Již jako studentka získala své první výzkumné stipendium, od Rathian Legacy, od kterého také později ještě několikrát získala další stipendia. V roce 1899 se stala jednou z prvních pěti žen, které promovaly na Matematicko-přírodovědecké fakultě. Po promoci odešla do Kodaně, kde pracovala v botanické laboratoři Kodaňské univerzity u profesora Eugenia Warminga. V roce 1900 se vrátila na univerzitu v Oslu. Stala se asistentkou profesora Willeho na katedře botaniky a vedla kurzy anatomie rostlin pro lékaře a lékárníky. V roce 1902 byla jmenována docentkou v univerzitní botanické zahradě a tuto pozici zastávala až do roku 1936.
V roce 1904 získala dvě stipendia od Count's Helmet Star-Rosencroneske Legacy. Stipendia byla 800 a 500 korun. Poté odjela do Mnichova na další studia botaniky. V Mnichově pracovala v univerzitní laboratoři rostlinné fyziologie u profesora Goebelse, navštěvovala přednášky a účastnila se exkurzí do Bavorska, Tyrolska a severní Itálie. V laboratoři v Mnichově začala zkoumat orgány květu orchideje. V těchto studiích pokračovala i po svém návratu domů do Norska.
Doktorát získala v roce 1917 na základě disertační práce s názvem O rostlinách vhodných pro chladné a krátké léto, v níž předložila studie o adaptacích vysokohorských rostlin na drsné prostředí. Tyto studie měly charakter Warmingovy přírodovědy, tj. byly založeny na pečlivém pozorování rostlinných jedinců – jejich klonálního a pohlavního rozmnožování, vytrvalosti atd. Jednalo se tedy o populační ekologii rostlin dříve, než byla tato disciplína poprvé pojata. Roku 1897 objevila a popsala hvězdnice Aursund, Aster subintegerrimus, poblíž Røros.
Thekla Resvollová navštívila v letech 1923–24 Jávu a botanickou zahradu v Bogoru. Studovala bukové dřeviny v jávské flóře. Zjistila, že mají přezimující pupeny, a interpretovala to jako zbytečný znak – rudiment z jejich temperátního původu. V botanické laboratoři, ve které zavedla výuku botanické anatomie a morfologie, zůstala až do svého odchodu do důchodu v roce 1936. Její hodiny botaniky měly dopad na generace norských studentů, kteří později vytvořili fond nesoucí její jméno. Napsala také učebnici botaniky pro středoškoláky.

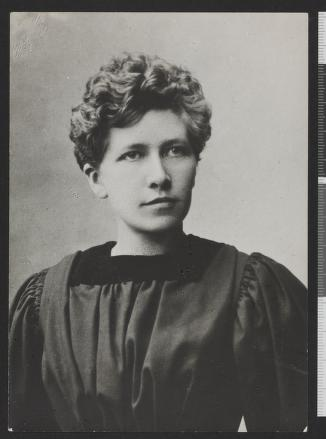
Thekla ve 25 letech.

## Ženská práva
Vedle své akademické kariéry se Thekla Resvollová účastnila hnutí za rovnoprávnost žen v Norsku. Od roku 1901 byla členkou představenstva Norského sdružení pro práva žen, stála v čele Norského studentského klubu žen a působila v představenstvu Hnutí za volební právo žen (Kvinnestemmeretsforeningen).

## Osobní život
Thekla byla provdána za důlního inženýra Andrease Holmsena (1869–1955), jehož bratr Gunnar Holmsen (1880–1976) byl ženatý s její sestrou, také botaničkou, Hannou. Byla třetí ženou, která se stala členkou Norské akademie věd a literatury.

Zemřela v roce 1948 v Oslu.

## Funkce a ocenění
- Norská asociace pro záležitosti žen, členka hlavní rady od roku 1901
- Asociace ženských hlasovacích práv, dlouholetá členka vedení
- Klub studentek, první předsedkyně
- Norská akademie věd, zvolena v roce 1923 (třetí žena v historii)

Standardní autorská zkratka Resvoll se používá k označení této osoby jako autora při citování botanického jména.

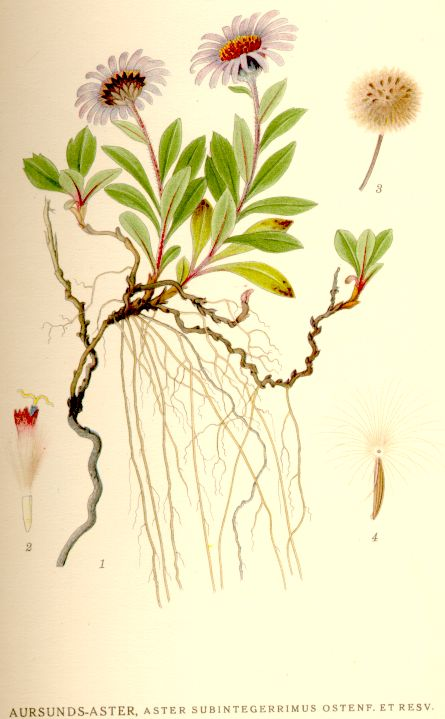
Aster subintegerrimus, hvězdnice sibiřská

## Dílo
- Resvoll, TR, 1900. Nogle arktiske ranunklers morfologi og anatomi. Nyt Magazin pro Naturvidenskaberne, 38: 343–367.
- Resvoll, TR, 1903. Den nye Vegetation paa Lerfaldet i Værdalen. Nyt Magazin pro Naturvidenskaberne, 41.
- Resvoll, TR, 1906. Pflanzenbiologische Beobachtungen aus dem Flugsandgebiet bei Röros im inneren Norwegen. Nyt Magazin pro Naturvidenskaberne, 44.
- Resvoll, TR, 1911. Vinter-flora. Vore vildtvoksende løvtrær og buske i vinterdragt. Aschehoug, Oslo
- Resvoll, TR, 1917. Biologi for gymnasiet. Del 1, botanikk (landsmål). Aschehoug, Oslo
- Resvoll, TR, 1917. Om planter som passer til kort og kold sommer. Morten Johansen. (disertační práce)
- Resvoll, TR, 1925. Rubus chamaemorus L. Morfologicko – biologická studie. Nytt Magasin pro Naturvidenskapene, 67: 55–129.
- Resvoll, TR, 1925. Rubus chamaemorus L. Die geographische Verbreitung der Pflanze und ihre Verbreitungsmittel. Veröffentlichungen des Geobotanischen Institutes Rübel in Zürich, 3: 224–241.
- Resvoll, TR, 1925. Beschuppte Laubknospen in den immerfeuchten Tropenwäldern Javas. Jena.
- Resvoll, TR, 1934. Norske fjellblomster. Den norske turistforening.